# چین او لیکس (ویسکانسین)
چین او لیکس (به انگلیسی: Chain O' Lakes) یک منطقهٔ مسکونی در ایالات متحده آمریکا است که در Farmington واقع شده‌است. چین او لیکس ۹۸۱ نفر جمعیت دارد و ۲۷۸٫۹ متر بالاتر از سطح دریا واقع شده‌است.